# فصادة ضوئية
في الطب، يشير مصطلح الفصادة الضوئية أو الفصادة الضوئية خارج الجسم إلى أحد أشكال الفصادة والمعالجة الضوئية الديناميكية والتي يُعالج فيها الدم بالأدوية النشطة الضوئية التي يتم تنشيطها بعد ذلك بـ الأشعة فوق البنفسجية.
في الوقت الحالي، تعد الفصادة الضوئية علاجًا معتمدًا من إدارة الأغذية والأدوية الأمريكية (FDA) للمفومة الخلايا التائية الجلدية. وفي هذا الإجراء، يتم فصل الغلالة الشهباء (WBC + الصفائح الدموية) من الدم الكامل، وتعالج كيميائيًا بميثوكسالين-8 (المقدم في كيس التجميع أو الذي يُعطى مقدمًا عن طريق الفم)، للكشف عن الأشعة فوق البنفسجية والعودة للمريض.
يرتبط ميثوكسالين-8 بشكل لا رجعة فيه بجدائل الحمض النووي الريبوزي منقوص الأكسجين للخلايا النووية التالية للتنشيط الضوئي، مما يجعل الكيمياء الضوئية تقوم بإتلاف الخلايا التائية العائدة للمريض والتي تظهر للتسبب في التأثير السام للخلايا في تكوين الخلية التائية. ولم يتم توضيح آلية عمل هذا «المضاد للورم».
لقد تم الحصول على الحد الأدنى من ملاحظة التأثيرات الجانبية لمرضى الفصادة الضوئية بما في ذلك انخفاض ضغط الدم والإغماء الناتج عن حجم التحويلات أثناء مرحلة علاج فِصادة الكريات البيض. وتستخدم الفصادة الضوئية كعلاج تجريبي في المرضى الذين يعانون من الأمراض القلبية والرئوية والكلوية ونبذ الطُعم المثلي وداء الطُّعم حيال الثوي وأمراض المناعة الذاتية والتليف العام الناشئ من الكلى والتهاب القولون التقرحي.

## وصلات خارجية
- American Society for Apheresis
- Extracorporeal photopheresis entry in the public domain NCI Dictionary of Cancer Terms
- Extracorporeal photopheresis definition at eMedicine.com
- Extracorporeal photopheresis discussion at Stanford School of Medicine